# آمریکن سانگرایتر
آمریکن سانگرایتر (انگلیسی: American Songwriter) یک مجله دو ماهنامه است، درسال ۱۹۸۴ تأسیس شد و ترانه‌سرایی را پوشش می‌دهد،دارای مصاحبه‌ها، نکات ترانه‌سرایی، اخبار، نقدها و مسابقه شعر است. این مجله در نشویل، تنسی مستقر است.